# ليزا بوندر
ليزا بوندر (بالإنجليزية: Lisa Bonder)‏ مواليد 16 أكتوبر 1965 في كولومبوس، أوهايو، الولايات المتحدة، هي لاعبة كرة مضرب أمريكية سابقة بدأت مسيرتها كمحترفة سنة 1982 وكانت تلعب باليد اليمنى. أعلى تصنيف لها في الفردي كان المركز الـ 9 في سنة 1984. أعلى تصنيف لها في الزوجي كان المركز الـ 158 في سنة 1986.

## النهائيات

### الفردي: 5 (4–1)
| الحصيلة | الرقم | التاريخ         | الدورة       | الأرضية | المنافس         | النتيجة       |
| ------- | ----- | --------------- | ------------ | ------- | --------------- | ------------- |
| الفوز   | 1.    | يوليو 11, 1982  | هامبورغ      | ترابية  | ريناتا تومانوفا | 6–3, 6–2      |
| الفوز   | 2.    | أكتوبر 18, 1982 | طوكيو        | صلبة    | شيلي سليمان     | 2–6, 6–0, 6–3 |
| الفوز   | 3.    | سبتمبر 18, 1983 | طوكيو        | سجاد    | أندريا جايجر    | 6–2, 5–7, 6–1 |
| الفوز   | 4.    | أكتوبر 16, 1983 | طوكيو        | صلبة    | لورا أريا       | 6–1, 6–3      |
| الوصافة | 1.    | أغسطس 11, 1984  | إنديانابوليس | ترابية  | مانويلا ماليفا  | 4–6, 3–6      |

### الزوجي: 1 (0–1)
| الحصيلة | الرقم | التاريخ         | الدورة | الأرضية | الشريك    | المنافس                                | النتيجة  |
| ------- | ----- | --------------- | ------ | ------- | --------- | -------------------------------------- | -------- |
| الوصافة | 1.    | نوفمبر 10, 1985 | تامبا  | صلبة    | لورا أريا | كارلينج باسيت-سيجوسو غابرييلا ساباتيني | 0–6, 0–6 |

## الخط الزمني للفردي
مفتاح
| ف | ن | ن.ن | ر.ن | د# | د.م | ل | أ.أ | ت | غ | ب | ف | ذ | م.خ | ل.ت |

(ف) فاز بالبطولة (ن) وصل النهائي (ن.ن) نصف النهائي (ر.ن) ربع النهائي (د#) الأدوار الأربعة الأولى (د.م) دور المجموعات (ل) شارك في كأس ديفيز (أ.أ) خرج من الأدوار الاولى (ت) خسر التصفيات التأهيلية (غ) غاب عن الحدث أو البطولة (ب) حصل على ميدالية برونزية (ف) حصل على ميدالية فضية (ذ) حصل على ميدالية ذهبية (م.خ) بطولة الماسترز خُفضت إلى مرتبة أقل (ل.ت) البطولة لم تعقد في السنة المعينة.
لتجنب الارتباك وازدواجية الحساب، يتم تحديث هذه المعلومات إما في نهاية البطولة، أو عندما تكون مشاركة اللاعب في البطولة قد انتهت.
| الدورة            | 1981  | 1982  | 1983  | 1984  | 1985  | 1986  | 1987  | 1988  | 1989  | 1990  | 1991  | إجمالي ف/م |
| ----------------- | ----- | ----- | ----- | ----- | ----- | ----- | ----- | ----- | ----- | ----- | ----- | ---------- |
| أستراليا المفتوحة | غ     | غ     | غ     | غ     | د2    | ل.ت   | غ     | غ     | غ     | غ     | غ     | 0 / 1      |
| فرنسا المفتوحة    | غ     | د3    | د3    | ر.ن   | د2    | د3    | د2    | د1    | غ     | غ     | غ     | 0 / 7      |
| بطولة ويمبلدون    | غ     | د1    | د4    | د3    | د1    | د2    | د1    | غ     | غ     | غ     | د1    | 0 / 7      |
| أمريكا المفتوحة   | د1    | د2    | د4    | د4    | د2    | د3    | د3    | د1    | غ     | غ     | د1    | 0 / 9      |
| م.ف               | 0 / 1 | 0 / 3 | 0 / 3 | 0 / 3 | 0 / 4 | 0 / 3 | 0 / 3 | 0 / 2 | 0 / 0 | 0 / 0 | 0 / 2 | 0 / 24     |
| إحصائيات المسيرة  |       |       |       |       |       |       |       |       |       |       |       |            |
| تصنيف نهاية العام | 122   | 41    | 34    | 16    | 36    | 55    | 49    | 126   | 300   | 303   | 110   |            |

- إجمالي ف / م = إجمالي الفوز والمشاركة

## روابط خارجية
- ليزا بوندر على موقع رابطة محترفات التنس (الإنجليزية)
- ليزا بوندر على موقع الاتحاد الدولي لكرة المضرب (الإنجليزية)
- ليزا بوندر على موقع خلاصة التنس.كوم (الإنجليزية)